# Toei Animation
Toei Animation Company (東映アニメーション株式会社, Tōei Animēshon Kabushiki-gaisha) is een Japanse animatiestudio.
De studio werd opgericht op 23 januari 1948 als Japan Animated Films (日本動画映画, Nihon Dōga Eiga, vaak afgekort tot 日動映画 Nichidō Eiga). In 1956 werd het bedrijf gekocht door Toei Company, waarna de naam werd gewijzigd in Toei Animation Company.
In de loop der jaren heeft de studio een groot aantal televisieseries en films gecreëerd en vele Japanse stripverhalen door gerenommeerde auteurs tot geanimeerde series geadapteerd. 
Hayao Miyazaki, Isao Takahata, Go Nagai,  Yoichi Kotabe en Mamoru Hosoda hebben alle in het verleden voor het bedrijf gewerkt.
Enkele Toei Animation series zijn:
- Maple Town
- Yu-Gi-Oh (de eerste serie, niet Duel Monsters).
- Digimon:
  - Digimon Adventures
  - Digimon Adventures 02
  - Digimon Tamers
  - Digimon Frontier
- De Dragon Ball series:
  - Dragon Ball
  - Dragon Ball Z
  - Dragon Ball GT
  - Dragon Ball Super
- Sailor Moon
- One Piece
- Bobobo-bo bo-bobo